# Fledermausfliegen
Die Fledermausfliegen (Nycteribiidae), auch als Spinnenfliegen bekannt, stellen eine Familie der Zweiflügler (Diptera) dar. Innerhalb dieser werden sie den Fliegen (Brachycera) zugeordnet.

## Merkmale
Die Fledermausfliegen sind meistens flügellos und zeichnen sich durch eine spinnenähnliche Gestalt aus. Die Tiere sind klein und erreichen eine Körpergröße von wenigen Millimetern. Die Hüften (Coxen) der Tiere sind sehr weit auf den Rücken verlagert, wodurch die Beine weit gespreizt werden. Der Kopf ist in der Ruhelage auf den Thorax zurückgelegt und liegt dort in einer Rinne. Auch die Augen sind weitgehend zurückgebildet oder fehlen ganz. Durch mehrere Borstenkämme und Borsten am Körper wird das Anheften am Wirt begünstigt. Die Haut der Fledermausfliegen ist sehr zäh, sodass ein Zerdrücken der Tiere mit den Fingern kaum möglich ist.

## Lebensweise
Die Fledermausfliegen parasitieren als Ektoparasiten an Fledermäusen und ernähren sich dort vom Blut ihrer Wirte. Sie halten sich dazu im Fell der Tiere fest. Bei einigen Arten ist die Wirtsspezifität sehr ausgeprägt, nicht selten parasitieren jedoch mehrere Arten auf dem gleichen Wirt. So lebt Nycteribia pedicularia bevorzugt auf dem Großen und Kleinen Mausohr und auf anderen Myotis-Arten.
Die Kopulation der Fledermausfliegen dauert häufig mehrere Stunden, wobei das Paar umherläuft und gelegentliche Purzelbäume schlägt (beobachtet bei Nycteribia pedicularia). Eine solche Begattung reicht für mehrere Larvengenerationen aus. Die Larven, die im verpuppungsreifen Stadium geboren werden, werden immer in die Behausungen der Fledermäuse abgegeben. Dadurch wird das aktive Auffinden der neuen Wirte vereinfacht.

## Systematik
Häufig werden die Nycteribiidae mit den Streblidae, die oft ebenfalls als Fledermausfliegen bezeichnet werden und den eigentlichen Lausfliegen (Hippoboscidae) zu den Lausfliegen im weiteren Sinne (Pupipara) zusammengefasst. Alle drei Gruppen bringen Larven zur Welt, die sich bereits direkt nach der Geburt verpuppen (adenotrophische Viviparie).
Weltweit sind etwa 250 Arten der Fledermausfliegen bekannt, davon ausschließlich sieben in Deutschland. In Europa ist die Familie der Fledermausfliegen mit vier Gattungen und 17 Arten vertreten.
- Familie: Nycteribiidae

- Unterfamilie: Archinycteribiinae Maa, 1975

- Gattung: Archinycteribia Speiser, 1901

- Unterfamilie: Cyclopodiinae Maa, 1965

- Gattung: Cyclopodia Kolenati, 1863
- Gattung: Dipseliopoda Theodor, 1955
- Gattung: Eucampsipoda Kolenati, 1857
- Gattung: Leptocyclopodia Theodor, 1959

- Unterfamilie: Nycteribiinae Westwood, 1835

- Gattung: Basilia Miranda Ribeiro, 1903

- Spezies: Basilia daganiae Theodor & Moscona, 1954
- Spezies: Basilia italica Theodor, 1954
- Spezies: Basilia mediterranea Hurka, 1970
- Spezies: Basilia mongolensis nudior Hurka, 1972
- Spezies: Basilia mongolensis Theodor, 1966
- Spezies: Basilia nana Theodor & Moscona, 1954
- Spezies: Basilia nattereri Kolenati, 1857

- Gattung: Hershkovitzia Guimarães & d'Andretta, 1956
- Gattung: Nycteribia Latreille, 1796

- Spezies: Nycteribia vexata Westwood, 1835
- Spezies: Nycteribia kolenatii Theodor & Moscona, 1954
- Spezies: Nycteribia latreillii (Leach, 1817)
- Spezies: Nycteribia pedicularia Latreille, 1805
- Spezies: Nycteribia schmidlii Schiner, 1853

- Gattung: Penicillidia Kolenati, 1863

- Spezies: Penicillidia conspicua Speiser, 1901
- Spezies: Penicillidia dufourii dufourii (Westwood, 1835)
- Spezies: Penicillidia dufourii (Westwood, 1835)
- Spezies: Penicillidia monoceros Speiser, 1900

- Gattung: Phthiridium Hermann, 1804

- Spezies: Phthiridium biarticulatum Hermann, 1804

- Gattung: Stereomyia Theodor, 1967
- Gattung: Stylidia Westwood, 1840